# Buchkogel (Burgenland)
Der Buchkogel ist eine 442 m ü. A. hohe Erhebung im Leithagebirge. Er liegt nördlich der burgenländischen Hauptstadt Eisenstadt und südlich der Gemeinde Stotzing, nahe der Grenze zu Niederösterreich. Am Gipfelpunkt befand sich von 1958 bis 1968 eine hölzerne Aussichtswarte, welche allerdings durch die Verwitterung zerstört wurde. Noch im selben Jahr erbauten die zuständigen Behörden eine zweite Warte, die ebenfalls aus Holz bestand. Auch sie verwitterte und wurde 1984 gesprengt. Erst im Jahre 1993 wurde eine dritte und bis heute bestehende Warte aus verzinktem Stahl errichtet.

## Anstiege
Der Anstieg zum höchsten Punkt des Buchkogels ist auf etlichen markierten Wegen möglich.
- Vom Wallfahrtsort Loretto nördlich des Leithagebirges führen zwei markierte Anstiege zum Buchkogel: einer über die Dreifaltigkeitskapelle, der zweite etwas weiter östlich nahe am Sulzberg vorbei. Gehzeit jeweils etwa 2 Stunden.[1]
- Von der burgenländischen Landeshauptstadt Eisenstadt ist der Buchkogel auf mehreren markierten Wegen zu erreichen. Die kürzeste Route über den Buchgrabenweg erfordert etwa 1¾ Stunden Gehzeit. Über die Gloriettewarte und den Schönen Jäger ist man etwa 2½ Stunden unterwegs.[2]